# Khổng Giáp
Khổng Giáp (chữ Hán: 孔甲) là vị vua thứ 14 của triều đại nhà Hạ trong lịch sử Trung Quốc.

## Thân thế
Khổng Giáp là con của vua Bất Giáng, tức là anh họ của Hạ Cần.

## Trị vì
Sau khi Hạ Cần mất, ông được lập lên ngôi. Dựa theo Trúc thư kỉ niên, ông đóng đô tại Tây Hà (西河).
Vào năm thứ 3 trong những năm trị vì, ông đi săn tại núi Phụ - (萯山) tại Đồng Dương (東陽).
Vào năm thứ năm, ông sáng tác bài hát "Đông Âm" (東音) còn gọi là "Phá phủ chi ca" (破斧之歌: Bài hát của cái búa gãy).
Ông là người rất mê tín, những điều ông quan tâm là rượu và phụ nữ đẹp. Trong thời gian đó, quyền lực của triều Hạ đã bắt đầu suy yếu. Những vị vua chư hầu ngày càng có nhiều quyền thế.
Trong những năm trị vì, có một người hậu duệ của họ Đào Đường (vua Nghiêu) đã suy là Lưu Luỹ được ông trọng dụng. Lưu Luỹ được ông phong cho đất của hậu duệ họ Thử Vi thị (豕韋). Sau một thời gian, Lưu Luỹ sợ mắc tội với Khổng Giáp và phải bỏ trốn khỏi đất phong. Ngoài ra Khổng Giáp còn rất thích nuôi Rồng nên cắt cử 1 nhân vật là Sư Môn phụ trách công việc này,
Cũng trong thời Khổng Giáp, một nước chư hầu là Thương, đã dời thủ đô từ Ân (殷) trở về Thương Khâu (商丘).
Năm 1849 TCN, ông bị tai nạn xe đè mà mất, trị vì được 31 năm. Con ông là Hạ Cao lên thay.

### Kết quả trong khiKhổng Giápqua đời
Khổng Giáp sinh và bị tai nạn xe đè mà bị mất, là con trai của Bất Giáng, cháu của Hạ Quýnh. Sau khi con trai của Hạ Quýnh là Hạ Cần lên ngôi rồi chết ông ta tự lên kế vị. Khổng Giáp trị vì được 31 năm, ốm chết, táng ở núi Hà Sơn, phía đông Bắc huyện Diên Khánh, thành phố Bắc Kinh ngày nay.